# البطان الأعلى (ردمان)

تعديل مصدري - تعديل

البطان الأعلى هي إحدى قرى عزلة الاغوال العلياء بمديرية ردمان التابعة لمحافظة البيضاء، بلغ تعداد سكانها 62 نسمة حسب تعداد اليمن لعام 2004.